# 27e cérémonie des Boston Society of Film Critics Awards
La 27e cérémonie des Boston Society of Film Critics Awards, décernés par la Boston Society of Film Critics, a eu lieu le 11 décembre 2006, et a récompensé les films réalisés dans l'année.

## Palmarès

### Meilleur film
- Les Infiltrés (The Departed)
  - Vol 93 (United 93)

### Meilleur réalisateur
- Martin Scorsese pour Les Infiltrés (The Departed)
  - Paul Greengrass pour Vol 93 (United 93)

### Meilleur acteur
- Forest Whitaker pour le rôle d'Idi Amin Dada dans Le Dernier Roi d'Écosse (The Last King of Scotland)
  - Ryan Gosling pour le rôle de Dan Dunne dans Half Nelson

### Meilleure actrice
- Helen Mirren pour le rôle d'Élisabeth II dans The Queen
  - Judi Dench pour le rôle de Barbara Covett dans Chronique d'un scandale (Notes on a Scandal)

### Meilleur acteur dans un second rôle
- Mark Wahlberg pour le rôle du sergent Sean Dignam dans Les Infiltrés (The Departed)
  - Alec Baldwin pour ses rôles dans Les Infiltrés (The Departed), Courir avec des ciseaux (Running with Scissors) et Raisons d'État (The Good Shepherd)
  - Michael Sheen pour le rôle de Tony Blair dans The Queen

### Meilleure actrice dans un second rôle
- Shareeka Epps (en) pour le rôle de Drey dans Half Nelson
  - Meryl Streep pour le rôle de Miranda Priestly dans Le Diable s'habille en Prada (The Devil Wears Prada)

### Meilleure distribution
- Vol 93 (United 93)
  - Les Infiltrés (The Departed)

### Réalisateur le plus prometteur
- Ryan Fleck – Half Nelson
  - Valerie Faris et Jonathan Dayton pour Little Miss Sunshine

### Meilleur scénario
- Les Infiltrés (The Departed) – William Monahan
  - The Queen – Peter Morgan

### Meilleure photographie
- Le Labyrinthe de Pan (El laberinto del fauno) – Guillermo Navarro
  - Le Voile des illusions (The Painted Veil) – Stuart Dryburgh
  - La Cité interdite (满城尽带黄金甲) – Zhao Xiaoding

### Meilleur film en langue étrangère
- Le Labyrinthe de Pan (El laberinto del fauno) •  Mexique /  Espagne /  États-Unis
  - Volver •  Espagne

### Meilleur film documentaire
(ex æquo)
- Délivrez-nous du mal (Deliver Us from Evil)
- Shut Up and Sing
  - 51 Birch Street